# Un homme et une femme : Vingt ans déjà
Pour les articles homonymes, voir Un homme et une femme (homonymie).
Série
Un homme et une femme Les Plus Belles Années d'une vie
Pour plus de détails, voir Fiche technique et Distribution.
Un homme et une femme : Vingt ans déjà est un film français réalisé par Claude Lelouch et sorti en 1986. Il s'agit d'une suite d'Un homme et une femme, sorti en 1966.

## Synopsis
Vingt ans après, les amants, qui s'étaient perdus de vue, se retrouvent : le pilote est devenu organisateur de rallyes et la secrétaire d'édition, productrice de cinéma. Ils s'apercevront que beaucoup de choses ont changé et que le temps sépare — vraiment — ceux qui s'aiment.

## Fiche technique
- Réalisateur : Claude Lelouch
- Assistant réalisateur : Didier Grousset
- Musique : Francis Lai
- Durée : 112 minutes
- Date de sortie : 13 mai 1986 (Festival de Cannes)

## Distribution
- Jean-Louis Trintignant : Jean-Louis Duroc
- Anouk Aimée : Anne Gauthier
- Richard Berry : lui-même
- Évelyne Bouix : Françoise
- Marie-Sophie L. : Marie-Sophie
- Philippe Leroy-Beaulieu : le médecin
- Charles Gérard : Charlot
- Antoine Sire : Antoine
- Patrick Poivre d'Arvor : lui-même
- Thierry Sabine : lui-même
- Robert Hossein : lui-même
- Jacques Weber : lui-même
- Tanya Lopert : elle-même
- Nicole Garcia : elle-même
- Jean-Claude Brialy : un spectateur
- Michèle Morgan : une spectatrice
- Gérard Oury : un spectateur
- Isabelle Sadoyan : la boulangère

## Autour du film
- Présenté hors compétition au Festival de Cannes 1986
- Tourné en partie à Deauville, sur les lieux d'Un homme et une femme (1966)
- Ce film est sorti (à un jour près), 4 mois après la mort de Thierry Sabine (voir Accident aérien du rallye Dakar 1986)
- En 2018, Claude Lelouch entame le tournage d'une seconde suite à Un homme et une femme intitulée Les Plus Belles Années d'une vie.